# Temporada da Stock Car Brasil de 2010
A Copa Caixa Stock Car de 2010 foi a 32ª edição promovida pela CBA da principal categoria do automobilismo brasileiro.

## Equipes e pilotos
| Equipe                     | Carro            | Pneu | Nº  | Pilotos              | Patrocinador      | Etapas |
| -------------------------- | ---------------- | ---- | --- | -------------------- | ----------------- | ------ |
| Red Bull-WA Mattheis       | Peugeot 307      | G    | 0   | Cacá Bueno           | Red Bull          | Todas  |
| Red Bull-WA Mattheis       | Peugeot 307      | G    | 29  | Daniel Serra         | Red Bull          | Todas  |
| Eurofarma RC Competições   | Chevrolet Vectra | G    | 65  | Max Wilson           | Eurofarma         | Todas  |
| Eurofarma RC Competições   | Chevrolet Vectra | G    | 90  | Ricardo Maurício     | Eurofarma         | Todas  |
| Vogel Motorsport           | Chevrolet Vectra | G    | 21  | Thiago Camilo        | Ipiranga          | Todas  |
| Vogel Motorsport           | Chevrolet Vectra | G    | 8   | Pedro Gomes          | Ecopads           | Todas  |
| RC3 Bassani                | Peugeot 307      | G    | 16  | Diego Nunes          |                   | Todas  |
| RC3 Bassani                | Peugeot 307      | G    | 19  | Rodrigo Sperafico    |                   | 1-2    |
| RC3 Bassani                | Peugeot 307      | G    | 31  | William Starostik    |                   | 3-     |
| RZ Corinthians             | Peugeot 307      | G    | 15  | Antonio Jorge Neto   |                   | Todas  |
| RZ Corinthians             | Peugeot 307      | G    | 100 | Ricardo Zonta        |                   | Todas  |
| Officer ProGP              | Chevrolet Vectra | G    | 23  | Duda Pamplona        |                   | Todas  |
| Officer ProGP              | Chevrolet Vectra | G    | 33  | Felipe Maluhy        | Samsung           | Todas  |
| A.Mattheis                 | Chevrolet Vectra | G    | 74  | Popó Bueno           | Hospital São Luiz | Todas  |
| A.Mattheis                 | Chevrolet Vectra | G    | 99  | Xandinho Negrão      | Medley            | Todas  |
| AMG Motorsports            | Chevrolet Vectra | G    | 4   | Gustavo Sondermann   |                   | Todas  |
| AMG Motorsports            | Chevrolet Vectra | G    | 51  | Átila Abreu          |                   | Todas  |
| JF Racing                  | Peugeot 307      | G    | 2   | Alan Hellmeister     |                   | Todas  |
| JF Racing                  | Peugeot 307      | G    | 25  | Julio Campos         |                   | Todas  |
| Blau-Full Time             | Peugeot 307      | G    | 18  | Allam Khodair        | Blau              | Todas  |
| Blau-Full Time             | Peugeot 307      | G    | 80  | Marcos Gomes         | Blau              | Todas  |
| Carlos Alves/Mico's Team   | Peugeot 307      | G    | 7   | Thiago Marques       |                   | Todas  |
| Carlos Alves/Mico's Team   | Peugeot 307      | G    | 9   | Giuliano Losacco     | Flash Power       | Todas  |
| Corsan Mobil Super Racing  | Chevrolet Vectra | G    | 11  | Nonô Figueiredo      |                   | Todas  |
| Corsan Mobil Super Racing  | Chevrolet Vectra | G    | 77  | Valdeno Brito        |                   | Todas  |
| Crystal Racing Team        | Peugeot 307      | G    | 3   | Cláudio Ricci        | Crystal           | Todas  |
| Crystal Racing Team        | Peugeot 307      | G    | 5   | Constantino Junior   | Crystal           | Todas  |
| Gramacho Costa Competições | Chevrolet Vectra | G    | 70  | Tarso Marques        |                   | 2-3    |
| Gramacho Costa Competições | Chevrolet Vectra | G    | 31  | William Starostik    |                   | 1      |
| Gramacho Costa Competições | Chevrolet Vectra | G    | 55  | Christian Fittipaldi |                   | Todas  |
| Hot Car Competições        | Chevrolet Vectra | G    | 1   | Antonio Pizzonia     | Grupo Agecom      | Todas  |
| Hot Car Competições        | Chevrolet Vectra | G    | 44  | Norberto Gresse      | Grupo Agecom      | Todas  |
| Itaipava Racing Team       | Peugeot 307      | G    | 14  | Luciano Burti        | Itaipava          | Todas  |
| Itaipava Racing Team       | Peugeot 307      | G    | 35  | David Muffato        | Itaipava          | Todas  |
| RCM Motorsport             | Peugeot 307      | G    | 6   | Alceu Feldmann       |                   | Todas  |
| RCM Motorsport             | Peugeot 307      | G    | 63  | Lico Kaesemodel      | Sascar            | Todas  |

## Calendário[1]
| Prova       | Etapa             | Circuito                                     | Local             | Data           | Horário  |
| Prova       | Etapa             | Circuito                                     | Local             | Data           | Brasília |
| ----------- | ----------------- | -------------------------------------------- | ----------------- | -------------- | -------- |
| 1           | São Paulo 1       | Autódromo José Carlos Pace                   | São Paulo         | 28 de março    | 11:00    |
| 2           | Curitiba 1        | Autódromo Internacional de Curitiba          | Curitiba          | 11 de abril    | 11:00    |
| 3           | Nova Santa Rita   | Velopark                                     | Nova Santa Rita   | 2 de maio      | 11:00    |
| 4           | Rio de Janeiro    | Autódromo Internacional Nelson Piquet        | Rio de Janeiro    | 23 de maio     | 11:00    |
| 5           | Ribeirão Preto    | Circuito de Rua de Ribeirão Preto            | Ribeirão Preto    | 6 de junho     | 11:00    |
| 6           | Salvador          | Circuito Ayrton Senna                        | Salvador          | 15 de agosto   | 11:00    |
| 7           | São Paulo 2       | Autódromo José Carlos Pace                   | São Paulo         | 5 de setembro  | 11:00    |
| 8           | Campo Grande      | Autódromo Internacional Orlando Moura        | Campo Grande      | 19 de setembro | 11:00    |
| Super Final |                   |                                              |                   |                |          |
| 9           | Londrina          | Autódromo Internacional Ayrton Senna         | Londrina          | 10 de outubro  | 11:00    |
| 10          | Santa Cruz do Sul | Autódromo Internacional de Santa Cruz do Sul | Santa Cruz do Sul | 24 de outubro  | 11:00    |
| 11          | Brasília          | Autódromo Internacional Nelson Piquet        | Brasília          | 21 de novembro | 11:00    |
| 12          | Curitiba 2        | Autódromo Internacional de Curitiba          | Curitiba          | 5 de dezembro  | 11:00    |

## Resultados

### Etapas
| Prova | Etapa              | Pole position    | Vencedor         | Equipe                    | Resumo   |
| ----- | ------------------ | ---------------- | ---------------- | ------------------------- | -------- |
| 1     | São Paulo          | Cacá Bueno       | Max Wilson       | RC Competições            | Detalhes |
| 2     | Paraná             | Marcos Gomes     | Allam Khodair    | Full Time                 | Detalhes |
| 3     | Rio Grande do Sul  | Valdeno Brito    | Ricardo Mauricio | RC Competições            | Detalhes |
| 4     | Rio de Janeiro     | Allam Khodair    | Felipe Maluhy    | Officer ProGP             | Detalhes |
| 5     | São Paulo          | Atila Abreu      | Atila Abreu      | AMG Motorsports           | Detalhes |
| 6     | Bahia              | Cacá Bueno       | Cacá Bueno       | WA Mattheis               | Detalhes |
| 7     | São Paulo          | Marcos Gomes     | Ricardo Mauricio | RC Competições            | Detalhes |
| 8     | Mato Grosso do Sul | Daniel Serra     | Nonô Figueiredo  | Corsan Mobil Super Racing | Detalhes |
| 9     | Paraná             | Duda Pamplona    | Max Wilson       | RC Competições            | Detalhes |
| 10    | Rio Grande do Sul  | Max Wilson       | Allam Khodair    | Full Time                 | Detalhes |
| 11    | Distrito Federal   | Ricardo Mauricio | Cacá Bueno       | WA Mattheis               | Detalhes |
| 12    | Paraná             | Thiago Camilo    | Diego Nunes      | RC3 Bassani               | Detalhes |

### Pilotos
Informações Adicionais
- Corridas marcadas com azul-claro foram realizadas debaixo de chuva.
- Sistema de pontuação: 25 pontos para o 1º colocado, 20 para o 2º colocado, 16 para o 3º colocado, 14 para o 4º colocado, 12 para o 5º colocado, 10 para o 6º colocado e menos 1 ponto até o 15º colocado. O piloto deve terminar a prova para a computação dos pontos
- Os dez primeiros da fase qualificatória se classificam para os play-offs que decide o campeão da temporada.
- Super final: o campeonato tem o sistema semelhante ao utilizado na NASCAR. No final da 8ª etapa, os 10 melhores pilotos são qualificados para a "Super Final", nas 4 corridas finais.

| Posição       | 1º   | 2º   | 3º   | 4º   | 5º   | 6º   | 7º   | 8º   | 9º   | 10º  |
| ------------- | ---- | ---- | ---- | ---- | ---- | ---- | ---- | ---- | ---- | ---- |
| Pontos extras | +225 | +220 | +216 | +214 | +212 | +210 | +209 | +208 | +207 | +206 |

| Pos                         | Piloto               | Fase qualificatória | Fase qualificatória | Fase qualificatória | Fase qualificatória | Fase qualificatória | Fase qualificatória | Fase qualificatória | Fase qualificatória | Fase qualificatória | Play-offs | Play-offs | Play-offs | Play-offs | Play-offs | Des | Total |
| Pos                         | Piloto               | SP                  | PR                  | RS                  | RJ                  | SP                  | BA                  | SP                  | MS                  | Sub total           | Play-off  | PR        | RS        | DF        | PR        | Des | Total |
| --------------------------- | -------------------- | ------------------- | ------------------- | ------------------- | ------------------- | ------------------- | ------------------- | ------------------- | ------------------- | ------------------- | --------- | --------- | --------- | --------- | --------- | --- | ----- |
| 1                           | Max Wilson           | 1                   | 4                   | Ret                 | 8                   | 5                   | 5                   | 20                  | Ret                 | 71                  | 212       | 1         | 8         | 2         | 8         | -8  | 265   |
| 2                           | Cacá Bueno           | 14                  | 9                   | 6                   | 7                   | 9                   | 1                   | 4                   | DSQ                 | 65                  | 210       | 2         | 12        | 1         | 7         | -4  | 264   |
| 3                           | Ricardo Maurício     | 20                  | 2                   | 1                   | 19                  | 2                   | 10                  | 1                   | 3                   | 112                 | 225       | 6         | 3         | Ret       | 20        |     | 251   |
| 4                           | Allam Khodair        | 23                  | 1                   | 20                  | 4                   | 10                  | 24                  | 13                  | 9                   | 55                  | 208       | 10        | 1         | 5         | Ret       |     | 251   |
| 5                           | Átila Abreu          | 2                   | 7                   | 2                   | 3                   | 1                   | Ret                 | 3                   | 17                  | 106                 | 220       | Ret       | 4         | Ret       | 19        |     | 234   |
| 6                           | Felipe Maluhy        | 7                   | 15                  | 9                   | 1                   | 7                   | 11                  | 16                  | Ret                 | 56                  | 209       | 16        | 6         | 14        | 6         |     | 230   |
| 7                           | Nonô Figueiredo      | 3                   | 3                   | 17                  | 10                  | 12                  | 4                   | 6                   | 1                   | 86                  | 216       | 8         | Ret       | 11        | 17        |     | 229   |
| 8                           | Marcos Gomes         | Ret                 | 6                   | 18                  | 2                   | 13                  | 7                   | 2                   | 2                   | 82                  | 214       | 20        | 22        | 15        | 4         |     | 229   |
| 9                           | Daniel Serra         | 4                   | 12                  | 13                  | 6                   | 4                   | 9                   | 7                   | DSQ                 | 54                  | 202       | Ret       | 23        | 4         | 13        |     | 224   |
| 10                          | Popó Bueno           | Ret                 | 16                  | 4                   | Ret                 | 26                  | 6                   | 11                  | 4                   | 43                  | 206       | 12        | 10        | 13        | Ret       |     | 219   |
| Pilotos fora da Super Final |                      |                     |                     |                     |                     |                     |                     |                     |                     |                     |           |           |           |           |           |     |       |
| 11                          | Julio Campos         | 8                   | Ret                 | 3                   | 9                   | DNS                 | 27                  | 18                  | Ret                 | 31                  |           | 4         | 16        | 8         | 3         |     | 69    |
| 12                          | Thiago Camilo        | 18                  | 8                   | Ret                 | Ret                 | 20                  | 2                   | 5                   | DSQ                 | 40                  |           | Ret       | DSQ       | 3         | DSQ       |     | 56    |
| 13                          | Xandinho Negrão      | 15                  | Ret                 | 8                   | 13                  | 14                  | 22                  | DNS                 | DSQ                 | 14                  |           | Ret       | 7         | 7         | 2         |     | 52    |
| 14                          | Valdeno Brito        | Ret                 | 5                   | Ret                 | Ret                 | 17                  | 8                   | 19                  | Ret                 | 20                  |           | 9         | 2         | 17        | Ret       |     | 47    |
| 15                          | Diego Nunes          | 12                  | 18                  | 5                   | 21                  | Ret                 | Ret                 | 17                  | Ret                 | 16                  |           | Ret       | 14        | Ret       | 1         |     | 43    |
| 16                          | Lico Kaesemodel      | 5                   | 10                  | 14                  | 23                  | DNS                 | 12                  | 12                  | 21                  | 28                  |           | 14        | Ret       | 10        | 9         |     | 43    |
| 17                          | Duda Pamplona        | Ret                 | Ret                 | 10                  | 25                  | 22                  | 3                   | 24                  | 19                  | 22                  |           | 3         | 13        | 16        | 15        |     | 42    |
| 18                          | Luciano Burti        | Ret                 | Ret                 | 7                   | Ret                 | DNS                 | 21                  | 14                  | 7                   | 20                  |           | 7         | 5         | Ret       | Ret       |     | 41    |
| 19                          | David Muffato        | Ret                 | Ret                 | Ret                 | 5                   | 25                  | 19                  | 26                  | 6                   | 22                  |           | Ret       | 11        | 6         | Ret       |     | 37    |
| 20                          | Ricardo Zonta        | Ret                 | 13                  | 15                  | Ret                 | 8                   | Ret                 | Ret                 | 5                   | 24                  |           | 21        |           | Ret       | 5         |     | 36    |
| 21                          | Giuliano Losacco     | Ret                 | 11                  | Ret                 | 21                  | 6                   | 13                  | Ret                 | 14                  | 20                  |           | 5         | 17        | 24        | Ret       |     | 32    |
| 22                          | Antônio Pizzonia     | 16                  | Ret                 | DNS                 | Ret                 | 3                   | Ret                 | Ret                 | 8                   | 24                  |           | 13        | 18        | 12        | Ret       |     | 31    |
| 23                          | Alceu Feldmann       | 9                   | 19                  | Ret                 | 16                  | 19                  | 26                  | Ret                 | 11                  | 12                  |           | 11        | 9         | 9         | 12        | -4  | 31    |
| 24                          | Rodrigo Sperafico    | 6                   | Ret                 |                     |                     |                     | 16                  | 8                   | 10                  | 24                  |           | Ret       | DSQ       | 23        | EX        |     | 24    |
| 25                          | Claúdio Ricci        | 22                  | 17                  | 11                  | 12                  | 11                  | 20                  | 10                  | 20                  | 20                  |           | Ret       | Ret       | 21        | 14        |     | 22    |
| 26                          | Antonio Jorge Neto   | Ret                 | Ret                 | Ret                 | 10                  | Ret                 | 18                  | 15                  | Ret                 | 6                   |           | 19        | Ret       | 19        | 11        |     | 12    |
| 27                          | Pedro Gomes          | 13                  | 14                  | Ret                 | 15                  | 23                  | Ret                 | Ret                 | 18                  | 7                   |           | DNS       | 20        | Ret       | 10        |     | 12    |
| 28                          | Alan Hellmeister     | Ret                 | 22                  | Ret                 | 14                  | DNS                 | 14                  | 22                  | 12                  | 6                   |           | 17        | DSQ       | DNS       | Ret       |     | 8     |
| 29                          | Constantino Jr.      | 21                  | 20                  | Ret                 | Ret                 | Ret                 |                     | 9                   | 16                  | 7                   |           |           |           |           |           |     | 7     |
| 30                          | Willian Starostik    | Ret                 |                     | 12                  | Ret                 | 27                  | 25                  | 23                  | 13                  | 7                   |           | Ret       | Ret       | DNS       | Ret       |     | 7     |
| 31                          | Gustavo Sondermann   | 10                  | Ret                 | Ret                 | 24                  | 21                  | Ret                 | 25                  |                     | 6                   |           |           |           |           |           |     | 6     |
| 32                          | Thiago Marques       | 11                  | Ret                 |                     | Ret                 | 18                  | Ret                 | 21                  | 22                  | 5                   |           | 18        | 15        | Ret       | 18        |     | 6     |
| 33                          | Norberto Gresse      | 17                  | Ret                 | 19                  | 26                  | 15                  |                     |                     | 23                  | 1                   |           | 15        | 21        | 18        | Ret       |     | 2     |
| 34                          | Christian Fittipaldi | 19                  | 21                  | 17                  | 18                  | 16                  | 23                  | Ret                 | 15                  | 1                   |           | Ret       | Ret       | Ret       | Ret       |     | 1     |
| 35                          | Juliano Moro         |                     |                     |                     |                     |                     | 15                  |                     |                     | 1                   |           |           | 19        |           |           |     | 1     |
| 36                          | Ricardo Sperafico    |                     |                     |                     |                     |                     | 17                  | Ret                 |                     | 0                   |           | Ret       | DSQ       | 20        | 16        |     | 0     |
| 37                          | Tarso Marques        |                     | Ret                 | Ret                 | 17                  | 24                  |                     |                     |                     | 0                   |           |           |           |           |           |     | 0     |
| Pos                         | Piloto               | SP                  | PR                  | RS                  | RJ                  | SP                  | BA                  | SP                  | MS                  | Sub total           | Play-off  | PR        | RS        | DF        | PR        | Des | Total |
| Pos                         | Piloto               | Fase qualificatória | Fase qualificatória | Fase qualificatória | Fase qualificatória | Fase qualificatória | Fase qualificatória | Fase qualificatória | Fase qualificatória | Fase qualificatória | Play-offs | Play-offs | Play-offs | Play-offs | Play-offs | Des | Total |

| Cor      | Resultado            |
| -------- | -------------------- |
| Ouro     | Vencedor             |
| Prata    | 2º lugar             |
| Bronze   | 3º lugar             |
| Verde    | Terminou, nos pontos |
| Azul     | Terminou, sem pontos |
| Púrpura  | Retirou-se (Ret)     |
| Vermelho | Não qualificado (NQ) |
| Preto    | Desqualificado (DSQ) |
| Branco   | Não largou (NL)      |
| Sem cor  | Não participou (NP)  |
| Sem cor  | Lesionado (Les)      |
| Sem cor  | Excluído (EX)        |

† = Não terminou a etapa, mas foi classificado porque completou 90% da corrida.